# Neuroleon (Neuroleon) striolus
Neuroleon (Neuroleon) striolus is een insect uit de familie van de mierenleeuwen (Myrmeleontidae), die tot de orde netvleugeligen (Neuroptera) behoort. 
Neuroleon (Neuroleon) striolus is voor het eerst wetenschappelijk beschreven door Kolbe in 1897.